# Tim Schraml
Tim Schraml (* 18. März 1993 in Göppingen) ist ein deutscher Fußballspieler.

## Karriere
Schraml begann seine Karriere als Jugendspieler in seiner schwäbischen Heimat beim 1. FC Donzdorf und später beim SC Geislingen, bevor er schließlich in die Jugendabteilung des Bundesligisten VfB Stuttgart wechselte. Nachdem er dort nur wenig Spielpraxis sammeln konnte, schloss er sich dem 1. Göppinger SV an, für den er in der Verbandsliga Württemberg spielte.
Nach eineinhalb Jahren ging er zum SC Freiburg, für dessen zweite Mannschaft er ab der Saison 2012/13 auflief. Dabei konnte er sich auf Anhieb als Stammspieler durchsetzen und für das Profiteam empfehlen. So wurde er in der Folgesaison in den Europa-League-Kader des Vereins aufgenommen und saß im September 2013 erstmals bei einem Bundesligaspiel auf der Bank. Noch im September unterschrieb Schraml einen neuen Vertrag beim SC Freiburg, welcher ab der Saison 2014/15 in einen Profivertrag überging. Am 19. April 2014 wurde er in der Partie gegen Borussia Mönchengladbach kurz vor Spielschluss eingewechselt und konnte so sein Profidebüt feiern. In der Folge kam Schraml wieder ausschließlich für die Zweitmannschaft zum Einsatz. Nachdem er in der Saison 2014/15 mit anhaltenden muskulären Problemen zu kämpfen hatte und – zumeist als Mannschaftskapitän – nur zu 13 Einsätzen gekommen war, wurde Mitte 2015 ein Knorpelschaden diagnostiziert. Schraml bestritt in den folgenden beiden Jahren kein einziges Pflichtspiel und verließ den Klub schließlich im Sommer 2017 in Richtung des Bezirksligisten 1. FC Donzdorf. Von dort kehrte er im Sommer 2020 zum Oberligisten 1. Göppinger SV zurück. 2024 stieg er mit dem Verein in die Regionalliga Südwest auf.